# Katie Couric
Katherine Anne "Katie" Couric (Arlington, 7 de enero de 1957) es una periodista estadounidense que se hizo conocida como la copresentadora del programa Today de la NBC.
En 2006, hizo un publicitado cambio de la NBC a la CBS y el 5 de septiembre de 2006 se convirtió en la primera presentadora mujer única en un programa de noticias de una de las tres cadenas de televisión principales de los Estados Unidos. Hasta junio de 2011 fue la presentadora y editora de CBS Evening News, habiendo reemplazado a Bob Schieffer el 5 de septiembre de 2006. Schieffer fue el presentador interino luego de la partida de Dan Rather el 9 de marzo de 2005.
Couric dejó el puesto de presentadora de CBS Evening News en mayo de 2011, siendo reemplazada por Scott Pelley a partir del 6 de junio.
En 2017 produjo el documental Gender Revolution junto a National Geographic y World of Wonder.

## En la cultura popular
En la serie animada South Park su nombre es sinónimo de la unidad de medida estandarizada para el peso de materia fecal. Un Couric es 2.5 libras según la Oficina Europea de Estándares y Medidas Fecales en Zúrich.
En la película animada de 2004 El espantatiburones hizo la voz del personaje Katie Current, una reportera.